# Allison (Pensilvania)
Allison es un lugar designado por el censo ubicado en el condado de Fayette en el estado estadounidense de Pensilvania. En el año 2010 tenía una población de 625 habitantes.

## Geografía
Allison se encuentra ubicado en las coordenadas 39°59′19″N 79°52′3″O / 39.98861, -79.86750.